# Mellanharuna
Mellanharuna är klippor i Finland.   De ligger i kommunen Ingå i landskapet Nyland, i den södra delen av landet, 40 km sydväst om huvudstaden Helsingfors.
Terrängen runt Mellanharuna är platt.  Närmaste större samhälle är Kyrkslätt, 18,5 km nordost om Mellanharuna. 